# اختراع ابوت‌ها
اختراع ابوت‌ها (به انگلیسی: Inventing the Abbotts) فیلمی محصول سال ۱۹۹۷ و به کارگردانی پت اوکانر است. در این فیلم بازیگرانی همچون لیو تایلر، واکین فینیکس، بیلی کروداپ، جوانا گوئینگ، ویل پاتون، کتی بیکر، جنیفر کانلی، باربارا ویلیامز، آلساندرو نیوولا، مایکل کیتون، زوئی مک‌للان ایفای نقش کرده‌اند.